# Duke of Montagu
Duke of Montagu war ein erblicher britischer Adelstitel, der je einmal in der Peerage of England und in der Peerage of Great Britain geschaffen wurde.

## Verleihungen
In erster Verleihung wurde der Titel am 14. April 1705 für Ralph Montagu, 1. Earl of Montagu geschaffen. Zusammen mit dem Dukedom wurde ihm der nachgeordnete Titel Marquess of Monthermer verliehen. Am 9. April 1689 waren ihm bereits die Titel Earl of Montagu und Viscount Monthermer, of Monthermer, in the County of Essex verliehen worden. Am 10. Januar 1683 hatte er zudem bereits von seinem Vater den Titel 3. Baron Montagu, of Boughton in the County of Northampton, geerbt, der am 29. Juni 1621 für seinen Großvater geschaffen worden war. Alle diese Titel gehörten zur Peerage of England und erloschen beim Tod seines drittgeborenen jüngsten Sohnes, des 2. Dukes, am 16. Juli 1749.
In zweiter Verleihung wurde der Titel am 5. November 1766 für George Montagu, 4. Earl of Cardigan geschaffen. Zusammen mit dem Dukedom wurde ihm der nachgeordnete Titel Marquess of Monthermer verliehen. Am 21. August 1786 wurde ihm zudem der Titel Baron Montagu, of Boughton in the County of Northampton, verliehen. Alle diese Titel gehörten zur Peerage of Great Britain. Bereits am 5. Juli 1732 hatte er von seinem Vater den Titel Earl of Cardigan geerbt, der am 20. April 1661 in der Peerage of England geschaffen worden war. Da der einzige Sohn des 1. Dukes vor seinem Vater starb, erloschen das Dukedom und Marquessate bei dessen Tod am 23. Mai 1790. Das Earldom fiel an James Brudenell, 1. Baron Brudenell of Deene (1725–1811). Die Baronie Montagu fiel aufgrund eines besonderen Vermerks bei der Verleihung an den Sohn der Tochter des 1. Dukes Henry James Montagu-Scott (1776–1845) und erlosch erst bei dessen Tod am 30. Oktober 1845.

## Liste der Dukes of Montagu

### Dukes of Montagu, erste Verleihung (1705)
- Ralph Montagu, 1. Duke of Montagu (1638–1709)
- John Montagu, 2. Duke of Montagu (1690–1749)

### Dukes of Montagu, zweite Verleihung (1766)
- George Montagu, 1. Duke of Montagu (1712–1790)